# Eugène Dabit

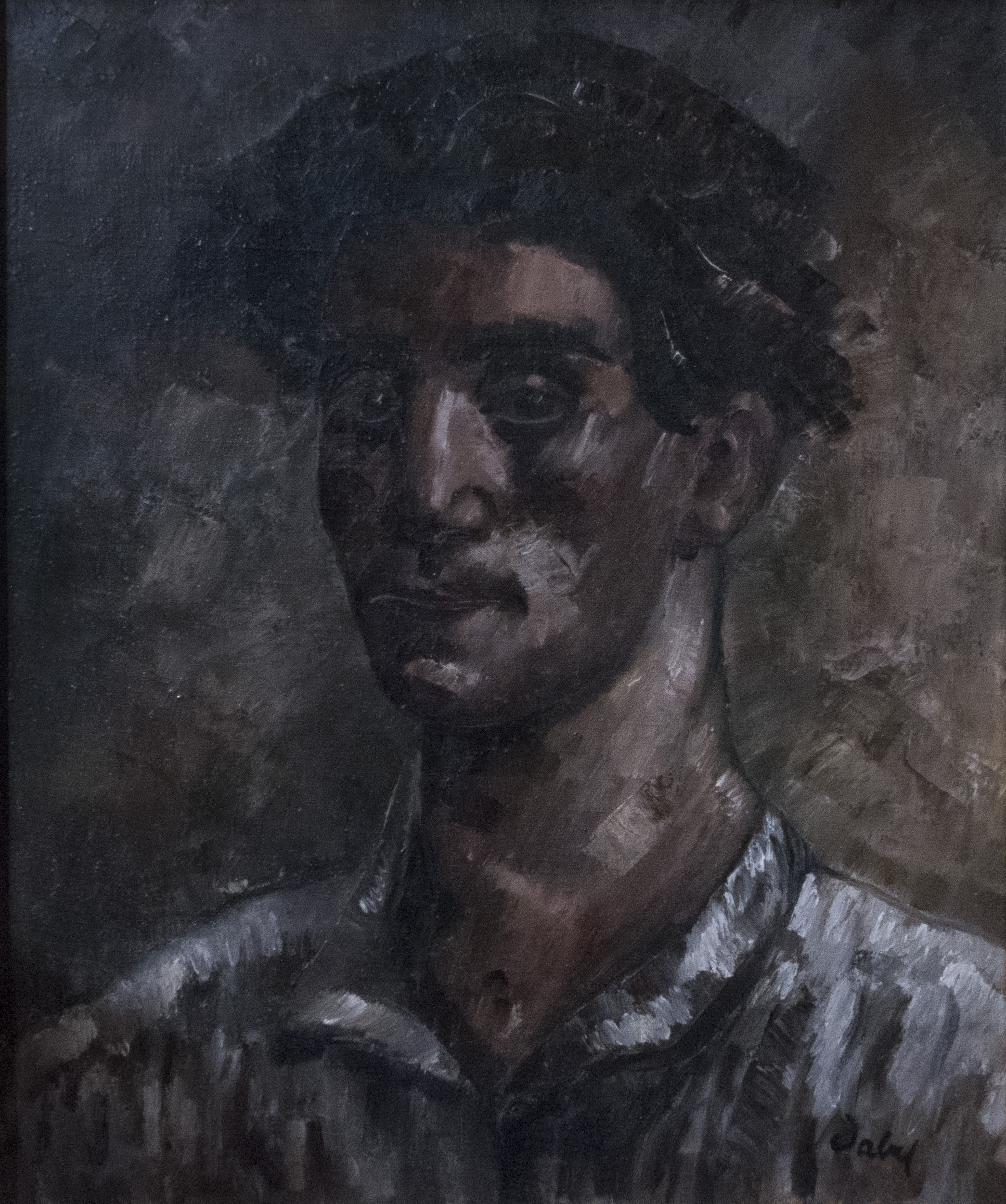
Eugène Dabit (Selbstporträt 1926)

Eugène Dabit (* 21. September 1898 in Mers-les-Bains, Département Somme; † 21. August 1936 in Sewastopol, Sowjetunion) war ein französischer Maler und Schriftsteller. Er wurde vor allem durch seinen 1929 veröffentlichten Roman L’Hôtel du Nord bekannt, der im proletarischen Milieu spielt.

## Leben und Werk
Dabit, Sohn eines Lohnkutschers und einer Putzfrau, wuchs in Paris auf. Er war mit Béatrice Sophie Adèle (* 3. Dezember 1899 in Les Eaux-Vives; † 30. September 1998 in Versailles), Tochter des Schweizer Pfarrers Henry Appia, verheiratet; nach seinem Tod heiratete seine Witwe in zweiter Ehe den französischen Kolonialbeamten Louis Blacher.
Aus einer Schlosserlehre riss ihn der Kriegsdienst, dem er sich durch vorgetäuschten Wahnsinn und einen Selbstmordversuch vorübergehend entziehen konnte. In Kämpfen bei Reims verwundet, wurde Dabit in Paris als Radio-Telegraphist, nach Kriegsende als Zeichner im Kartierungsbüro der Armee eingesetzt. Die zeichnerische Begabung hatte sich bereits beim Schlosserlehrling angedeutet.
1919 nahm Dabit ein Studium der Malerei an der Pariser Akademie Billoul auf, das er später an der Académie de la Grande Chaumière fortsetzte. Freunde wie Christian Caillard und Georges-André Klein regten ihn zu literarischer Lektüre an: Baudelaire, Rimbaud, Stendhal, Gide. Mit Cailliard, Maurice Loutreuil, Beatrice Appia und anderen bildete er den Zirkel Groupe du Pré-Saint Gervais, der vor allem die damalige Malerei diskutierte.
Durch künstlerische Aufträge aus der Seidenindustrie konnte Dabit über seinen Lebensunterhalt hinaus Geld verdienen. Mit diesen Ersparnissen unterstützte er seine Eltern 1923 beim Erwerb eines kleinen Hotels, das am Kanal St. Martin im Pariser Nordosten liegt. Hier arbeitete er oft auch selbst mit, vor allem als Nachtportier. Seine Beobachtungen schlugen sich später in dem Roman L’Hôtel du Nord nieder, mit dem Dabit (1931) als erster Preisträger den Prix du roman populiste errang. Darin schildert er „realistisch, nüchtern, ohne aufdringliches soziales Pathos, dafür bisweilen karikaturistisch“ den Alltag der unteren Bevölkerungsschichten. Durch die gleichnamige Verfilmung von Marcel Carné wurde das Buch weltbekannt und das Gebäude denkmalschutzwürdig und eine Pariser Sehenswürdigkeit.
1924 verheiratete sich Dabit mit Beatrice Appia. Da seine Bilder wenig Zuspruch fanden, verlegte er sich 1928, nach einer Reise durch Marokko, auf die Schriftstellerei. In der Künstlerin Vera Braun, gebürtige Ungarin, fand er eine neue Muse. Nach dem Preis für seinen Debütroman erhielt er 1932 ein Stipendium der Stiftung Blumenthal. Er tauchte in die Kreise „revolutionärer“ Schriftsteller und Künstler ein.
Im Gefolge des 1935 in Paris stattfindenden Internationalen Kongresses der antifaschistischen Schriftsteller (maßgeblich von Kommunisten und anderen Sympathisanten der Sowjetunion organisiert) wurde er vom russischen Verleger Artemi Bagratowitsch Chalatow eingeladen, sich an einer Gruppenreise durch die UdSSR zu beteiligen. So kam Dabit im Sommer 1936 gemeinsam mit André Gide (der das Unternehmen leitete) und Louis Guilloux, Pierre Herbart, Jef Last, Jacques Schiffrin für einige Wochen in die Sowjetunion. Auf dieser Reise – die durch Gides kritische Berichte Aufsehen erregen wird – starb Dabit in Sewastopol an einer plötzlichen Erkrankung an Typhus vier Wochen vor seinem 38. Geburtstag. Seine letzte Ruhestätte fand er auf dem Pariser Friedhof Père-Lachaise.

## Rezeption
Für Kindlers Neues Literaturlexikon sind die Romane, die Dabit nach seinem erfolgreichen Erstling schrieb, zu Unrecht vergessen. La zone verte beispielsweise, 1935 erschienen, sei „wohl das einzige Kunstwerk von Bedeutung, das die düstere Zeit der Wirtschaftskrise in Frankreich aus der Sicht der Arbeiter“ festgehalten habe.
Seinem Erstling habe Dabit als Motto ein Zitat aus Jean Guéhennos Essay Caliban parle (1928) vorangestellt, der als Schlüssel zu seinem Werk dienen könne: „Wir sind weder liebenswert noch rührend. Jeder einzelne von uns gäbe einen schlechten Romanhelden ab. Er ist unbedeutend, und sein Leben ist banal. Es entrinnt niemals dem elenden Dasein, dem alle zwangsläufig unterworfen sind.“

## Ehrungen
- 1931 Prix du roman populiste für seinen Roman L'Hôtel du Nord.

## Werke
Briefe
- Pierre Bardel (Hrsg.): Correspondance Eugène Dabit, Roger Martin du Gard. CNRS, Paris 1986 (2 Bde.)

1. 1927–1929. ISBN 2-222-03880-4.
2. 1930–1936. ISBN 2-222-03885-5.

Prosa
- L'Hôtel du Nord. Roman. 1929
  - Übers. Bernhard Jolles: Hotel du Nord. Dresden 1931
  - Übers. Dirk Hemjeoltmanns: Hotel du Nord. Manholt, Bremen 1999; wieder Deutscher Taschenbuchverlag dtv, München 2001, ISBN 3-423-12885-2.
  - Übers. Julia Schoch: Hôtel du Nord. Schöffling, Frankfurt am M. 2015, ISBN 978-3-89561-166-7.
- Yvonne. Pascuito, Paris 2008 ISBN 978-2-35085-059-7.[5]
- Übers. Bernhard Jolles: Der Kleine. Kaden, Dresden 1932 („Petit Louis“, 1930)
  - Übers. Julia Schoch: Petit-Louis. Schöffling, Frankfurt 2018
- Villa Oasis ou Les faux bourgeois. Roman. Gallimard, Paris 1998 ISBN 2-07-075338-7 (Nachdr. d. Ausg. Paris 1932)[6]
- L'île. Roman. 1934, Chaleil, Paris 2009 ISBN 978-2-84621-120-8[7]
- La zone verte. Roman. Gallimard, Paris 1935
- Train de vie. Gallimard, Paris 1936[8]
- Faubourgs de Paris. Gallimard, Paris 1990 ISBN 2-07-071963-4 (zuerst Paris 1933)
- Un mort tout neuf. 1934  Roman. 4. Auflage. Gallimard, Paris 1990 ISBN 2-07-071983-9.
- Le mal de vivre: et autre textes. 1939, Gallimard, Paris 2005 ISBN 2-07-077513-5.

Sachbücher
- Les maîtres de la peinture espagnole. Greco – Velazquez. Gallimard, Paris 1937

Tagebücher
- Journal intime 1928–36. Gallimard, Paris 1989, ISBN 2-07-071656-2, (zuerst Paris 1939)

## Verfilmungen
- Marcel Carné (Regie): Hôtel du Nord. 1938 (nach dem gleichnamigen Roman).
- Dominique Giuliani (Regie): Un mort tout neuf. 1981 (frei nach dem gleichnamigen Roman).